# Association Sportive Saint-Raphaël Volley-Ball 2016-2017
Questa voce raccoglie le informazioni riguardanti l'Association Sportive Saint-Raphaël Volley-Ball nelle competizioni ufficiali della stagione 2016-2017.

## Organigramma societario
Area direttiva
- Presidente: Christine Girod

Area tecnica
- Allenatore: Giulio Bregoli
- Allenatore in seconda: Thierry Hippolyte, Alessandro Orefice

## Rosa
| N° | Nome                | Ruolo | Data di nascita  | Nazionalità sportiva |
| -- | ------------------- | ----- | ---------------- | -------------------- |
| 1  | Michaela Abrhámová  | C     | 31 agosto 1983   | Slovacchia           |
| 2  | Martina Šmídová     | S     | 29 dicembre 1986 | Rep. Ceca            |
| 3  | Amandine Giardino   | L     | 30 marzo 1995    | Francia              |
| 5  | Ciara Michel        | C     | 2 luglio 1985    | Regno Unito          |
| 6  | Liesbet Vindevoghel | S     | 29 dicembre 1979 | Belgio               |
| 7  | Hana Kašić          | P     | 5 giugno 1992    | Francia              |
| 8  | Romane Pelaprat     | L     | 18 febbraio 1998 | Francia              |
| 9  | Irene Gomiero       | S     | 23 novembre 1990 | Italia               |
| 11 | Sara Menghi         | C     | 18 maggio 1983   | Italia               |
| 12 | Veronica Angeloni   | S     | 6 luglio 1986    | Italia               |
| 15 | Anna Kajalina       | S/O   | 8 marzo 1991     | Estonia              |
| 16 | Jade Cholet         | S     | 1º luglio 2000   | Francia              |
| 18 | Letizia Camera      | P     | 1º ottobre 1992  | Italia               |